# Сумиала, Антти
А́нтти Ма́ркус Су́миала (фин. Antti Markus Sumiala; 20 февраля 1974, Пори, Финляндия) — финский футболист, нападающий. Выступал за сборную Финляндии. За карьеру выступал за клубы из 9 разных стран.

## Клубная карьера
Начал играть в клубе «ППТ» из Пори, в составе которого завоевал золотые медали первенства Финляндии в 1993 году. Несколько лет провёл в Эредивизи. По возвращении в Финляндию выиграл вместе с «Йокеритом» кубок страны. В 2005 году стал обладателем кубка Лихтенштейна.

## Сборная
Дебютировал за сборную в Адане 12 февраля 1992 года в товарищеском матче с турками. В течение двенадцати лет (с перерывами) призывался в сборную Финляндии. Провёл в её составе 38 матчей и девять раз поразил ворота соперников

## Достижения
- Чемпион Финляндии 1993 года.
- Лучший бомбардир чемпионата Финляндии 1993 года.
- Победитель кубка Финляндии 1999 года.
- Победитель кубка Лихтенштейна 2005 года.